# L'Épreuve villageoise

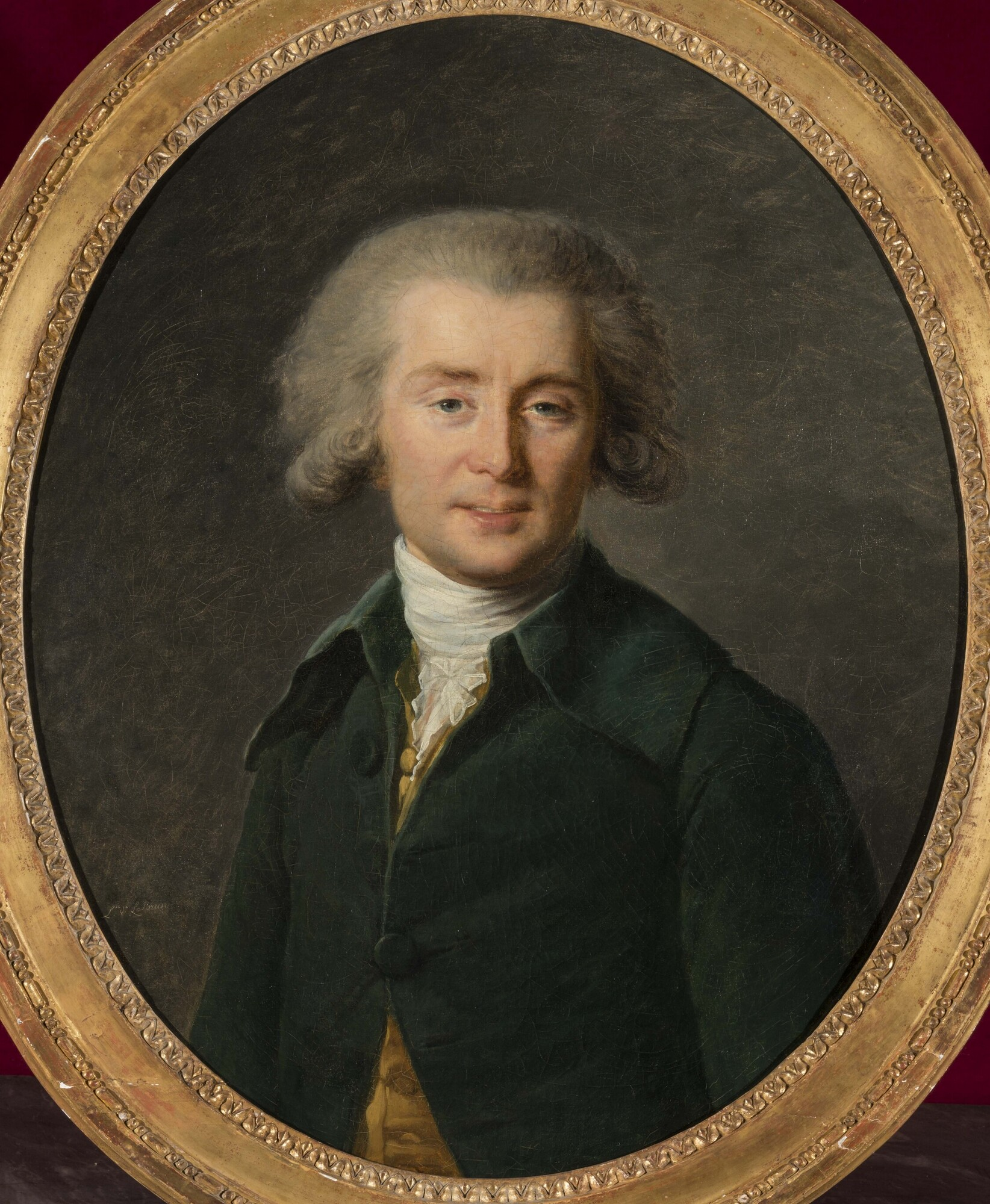
André Grétry

L'Épreuve villageoise  är en opéra bouffon i två akter med musik av André Grétry och libretto av Pierre Desforges.
Det är en revidering av ett verk med titeln Théodore et Paulin, som framfördes på slottet i Versailles den 5 mars 1784 men som aldrig publicerades.

## Uppförandehistorik
L'Épreuve villageoise hade premiär den 24 juni 1784 av Théatre-Italien i Salle Favart i Paris. Den blev en av Grétrys mest populära opéras-comique under 1800-talet. Den fick nypremiär med samma teaterkompani den 29 oktober 1801 på Salle Feydeau och den 26 maj 1853 på  Salle Favart. Den senare föreställningen gavs i en reviderad och omorkestrerad version av Daniel Auber.Théâtre Lyrique satte upp en föreställning (förmodligen i Aubers version) den 11 september 1863 på deras teater på Place du Châtelet (idag känd somThéâtre de la Ville), där den gick i två säsonger och 48 föreställningar.
Svensk premiär den 18 augusti 1803 (3 föreställningar) på Arsenalsteatern i Stockholm ett gästspel av den Kongl. Franska truppen.

## Personer
- Mme Hubert, en änka (sopran)
- Denise, hennes dotter (sopran)
- André, Denises fästman (tenor)
- La France (baryton)

## Inspelning
- L'épreuve villageoise, Sophie Junker (Denise), Talise Trevigne (Madame Hubert), Thomas Dolié (La France), Francisco Fernández-Rueda (André), Opera Lafayette, dirigerad av Ryan Brown (Naxos, 1 CD, 2016)